# رودلف کارش
رودلف کارش (انگلیسی: Rudolf Karsch; ۲۶ دسامبر ۱۹۱۳ – ۱۱ دسامبر ۱۹۵۰) دوچرخه‌سوار اهل آلمان بود.
وی در مسابقات کشوری و بین‌المللی در مجموع برندهٔ ۱ مدال برنز شده‌است.